# Roodkuiftoerako
Zoals alle toerako's is de roodkuiftoerako (Tauraco erythrolophus) een vrij forse vogel met een lange staart. Het is een bosvogel die alleen voorkomt in Angola.

## Kenmerken
De vogel is 40 tot 43 cm lang en weegt 200 tot 325 g. Deze kuiftoerako heeft een duidelijke, geheel rode kuif, waarbij het rood doorloopt tot achter op de nek. De veren rond het oog zijn wit, de snavel is geel. Verder is de vogel geheel glanzend groen van boven en heeft rood gekleurde hand- en (gedeeltelijk) armpennen, die worden pas in vlucht goed zichtbaar. Het verenkleed is bij beide geslachten gelijk. de vogel is nauw verwant aan Bannermans toerako.

## Leefwijze
De roodkuiftoerako leeft meestal in paren of soms in een groep van 4-5 exemplaren. De vogel is een vruchteneter, vooral vruchten en bessen staan op het menu. Blad- en bloemknoppen worden ook gegeten.

## Voortplanting
Beide ouders bouwen een vrij schamel nest en broeden bij afwisseling de een of twee gebroken-witte eieren uit. Na een week of vier zijn de kuikens klaar om het nest te verlaten en na 1-2 jaar zijn ze zelf geslachtsrijp. In gevangenschap kan de vogel wel 20 jaar oud worden.

## Verspreiding en leefgebied
Deze soort komt voor in Angola in bosrijke gebieden.

## Status
De grootte van de populatie is niet gekwantificeerd, maar er is aanleiding te veronderstellen dat de soort in aantal achteruit gaat. Echter, het tempo ligt onder de 30% in tien jaar (minder dan 3,5% per jaar), daarom staat de roodkuiftoerako als niet bedreigd op de Rode Lijst van de IUCN.

## Galerie

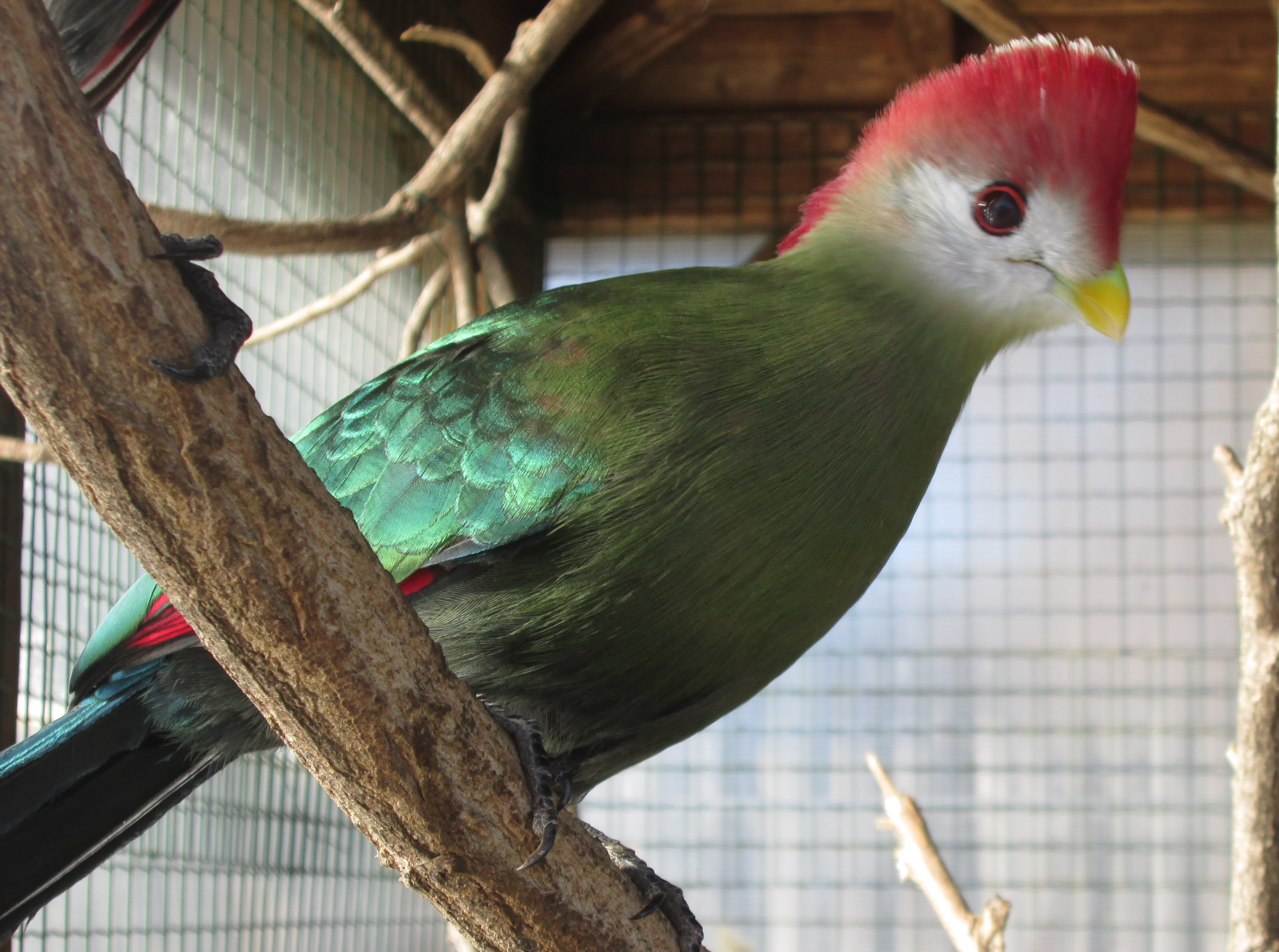
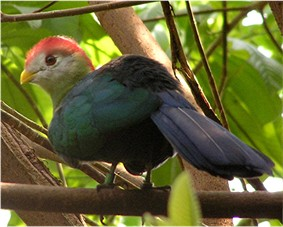
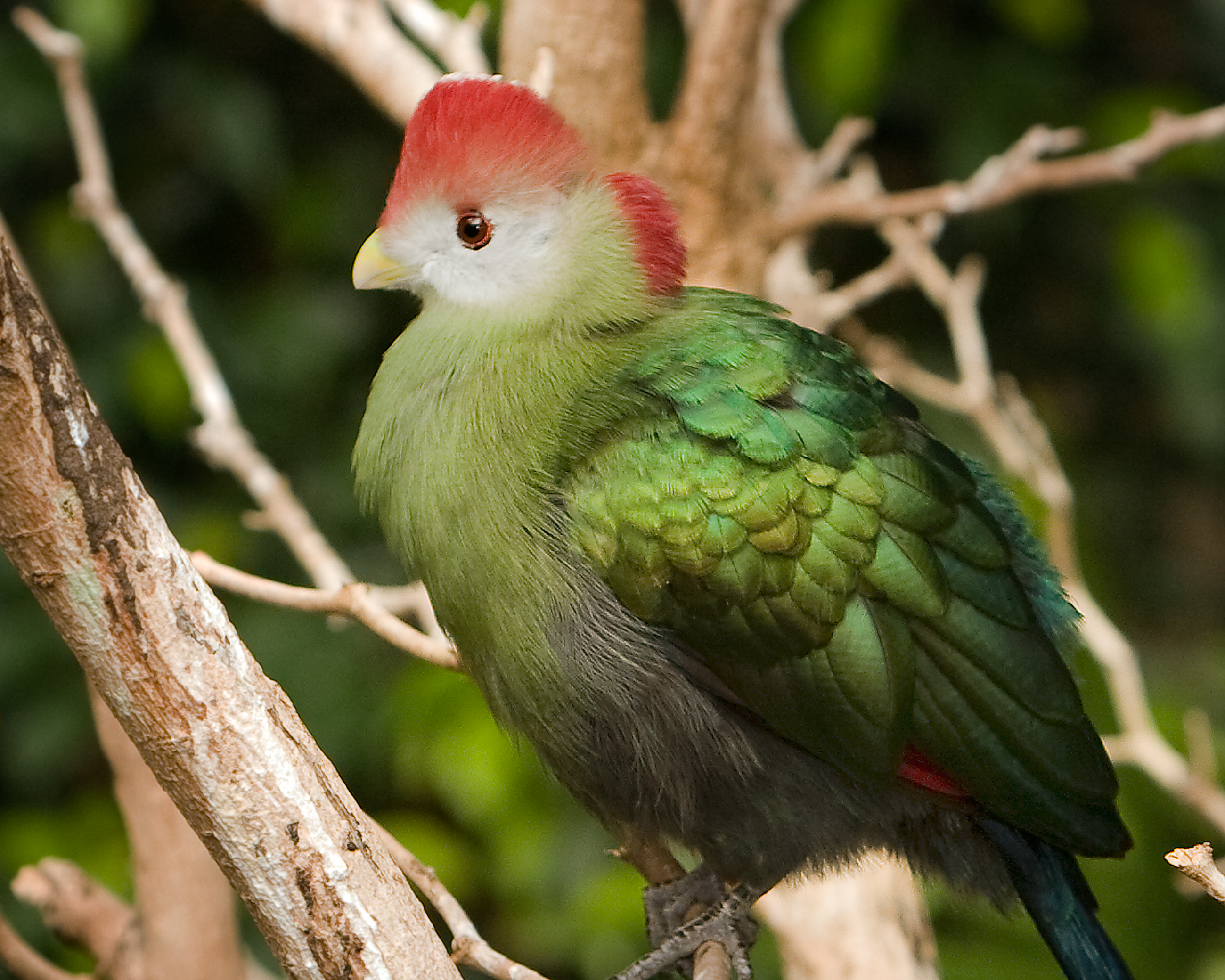